# Frederick Worlock
Frederick Worlock (Londra, 14 dicembre 1886 – Woodland Hills, 1º agosto 1973) è stato un attore inglese.
Nel 1924 sposò l'attrice Elsie Ferguson, da cui divorziò nel 1930.
Morì nel 1973, a 86 anni per un'ischemia cerebrale.

## Filmografia parziale

### Cinema
- La signora dei tropici (Lady of the Tropics), regia di Jack Conway (1939)
- Balalaika, regia di Reinhold Schünzel (1939)
- Charlie Chan delitto a New York (Murder Over New York), regia di Harry Lachman (1940)
- L'isola del diavolo (Strange Cargo), regia di Frank Borzage (1940)
- A sud di Suez (South of Suez), regia di Lewis Seiler (1940)
- Notti birmane (Moon Over Burma), regia di Louis King (1940)
- La baia di Hudson (Hudson's Bay), regia di Irving Pichel (1941)
- Follia (Rage in Heaven), regia di W. S. Van Dyke (1941)
- Duello mortale (Man Hunt), regia di Fritz Lang (1941)
- Il dottor Jekyll e Mr. Hyde (Dr. Jekyll and Mr. Hyde), regia di Victor Fleming (1941)
- Il mio avventuriero (A Yank in the R.A.F.), regia di Henry King (1941)
- Musica segreta (International Lady), regia di Tim Whelan (1941)
- Com'era verde la mia valle (How Green Was My Valley), regia di John Ford (1941)
- Il nemico ci ascolta (Air Raid Wardens), regia di Edward Sedgwick (1943)
- Sherlock Holmes di fronte alla morte (Sherlock Holmes Faces Death), regia di Roy William Neill (1943)
- La donna in verde (The Woman in Green), regia di Roy William Neill (1945)
- Destinazione Algeri (Pursuit to Algiers), regia di Roy William Neill (1945)
- Terrore nella notte (Terror by Night), regia di Roy William Neill (1946)
- La donna lupo di Londra (She-Wolf of London), regia di Jean Yarbrough (1946)
- Il mistero del carillon (Dressed to Kill), regia di Roy William Neill (1946)
- Passione selvaggia (The Macomber Affair), regia di Zoltán Korda (1947)
- La donna di quella notte (The Imperfect Lady), regia di Lewis Allen (1947)
- Singapore, regia di John Brahm (1947)
- L'affascinante straniero (Love from a Stranger), regia di Richard Whorf (1947)
- Doppia vita (A Double Life), regia di George Cukor (1947)
- Il dominatore di Wall Street (Ruthless), regia di Edgar G. Ulmer (1948)
- Giovanna d'Arco (Joan of Arc), regia di Victor Fleming (1948)
- Casa mia (Hills of Home), regia di Fred M. Wilcox (1948)
- Il ritorno dell'assassino (Jet Over the Atlantic), regia di Byron Haskin (1959)
- Spartacus, regia di Stanley Kubrick (1960)
- La carica dei cento e uno (One Hundred and One Dalmatians), regia di Wolfgang Reitherman, Hamilton Luske e Clyde Geronimi (1961) - voce
- Voglio sposarle tutte (Spinout), regia di Norman Taurog (1966)

### Televisione
- Hong Kong – serie TV, episodio 1x02 (1960)

## Doppiatori italiani
- Giorgio Capecchi in Il dottor Jekyll e Mr. Hyde
- Vinicio Sofia in La carica dei cento e uno
- Gino Baghetti in Voglio sposarle tutte
- Bruno Persa in Sherlock Holmes e la donna in verde, Terrore nella notte
- Arturo Dominici in Il mistero del carillon